# جوزيف سكوت
جوزيف سكوت (بالإنجليزية: Joseph Scott)‏ هو متزلج جماعي أمريكي، ولد في 31 أغسطس 1922، وتوفي في 16 أكتوبر 2000.

## وصلات خارجية
- جوزيف سكوت على موقع أوليمبيديا (الإنجليزية)